# Bandeira de Itaboraí
A Bandeira de Itaboraí é um dos símbolos oficiais de Itaboraí, município do Rio de Janeiro. Foi oficializada pela lei N° 152 de 23 de maio de 1976

## Descrição
Seu desenho consiste em um retângulo de proporção largura-comprimento de 1,4:2 dividido em três faixas verticais de mesma largura, sendo a primeira (do lado do mastro) azul escuro, a central branca e a terceira laranja. No centro da faixa central está o brasão municipal.

## Usos
O seu uso é obrigatório em todas as solenidades civis do município, como também, diariamente, no paço municipal.